# Hôtel de ville de Trois-Rivières
L'hôtel de ville de Trois-Rivières est un bâtiment public institutionnel et administratif de style moderne, construit entre 1964 et 1968. D'aspect sculptural, il occupe un espace rectangulaire et s'articule sur trois niveaux. La façade principale de l'hôtel de ville comporte un volume projeté vers l'avant et soutenu par de hauts pilotis.

## Histoire
L'actuel hôtel de ville de Trois-Rivières est le troisième construit sur le même emplacement. Avant la construction du premier bâtiment en 1872, les élus municipaux devaient tenir le conseil de ville dans une salle du palais de justice ou au dernier étage du marché aux denrées. Ce premier édifice incorpore également à l'époque une salle de spectacles au deuxième niveau. C'est là que sont présentées les premiers films à Trois-Rivières, à la fin du XIXe siècle. La construction pourvue d'une toiture mansardée est l'œuvre des architectes Bourgeau et Leprohon, est rénové en 1890 et brûle en 1910. Il est reconstruit quelques mois plus tard sur le même lotissement, en brique, avec le même plan au sol qui est doté cette fois d'un haut campanile. Sa façade monumentale fait face au parc Champlain et à la cathédrale.
À partir des années 1960 où la profession d’urbaniste est en plein essor au Québec, l'édifice est jugé désuet et en mauvais état. Simultanément, le besoin pressant d'une salle de spectacles et d'installations adéquates pour les organismes culturels de Trois-Rivières mène les autorités concernées à considérer l'idée d'un nouveau complexe réunissant à la fois un hôtel de ville et un centre culturel. Après plusieurs négociations, ce projet est présenté à la Commission du centenaire de la Confédération canadienne. Le centenaire est souligné en 1967 et par la même occasion, un vaste programme de financement pour la construction d'édifices publics commémorant cet événement est mis en branle partout au Canada dès 1962. 
Le projet complexe de l'hôtel de ville est élaboré en 1964 et accepté par la Commission au début de l'année suivante.
L'hôtel de ville incluant le centre culturel de Trois-Rivières qui y est annexé sont construits à la suite d'un vaste projet de réaménagement urbain comprenant la redéfinition des tracés de circulation, une nouvelle configuration du parc Champlain et la construction de la place de l'Hôtel-de-Ville. Ces travaux sont exécutés en 1966 par un comité d'architectes, d'architectes-paysagistes et d'urbanistes. 
Le nouvel hôtel de ville est officiellement inauguré en 1967. L'œuvre de l'architecte Jean-Claude Leclerc recevra le Prix Vincent-Massey en 1971.
Le complexe amalgamant l'hôtel de ville ainsi que le centre culturel est considéré comme une icône du modernisme.

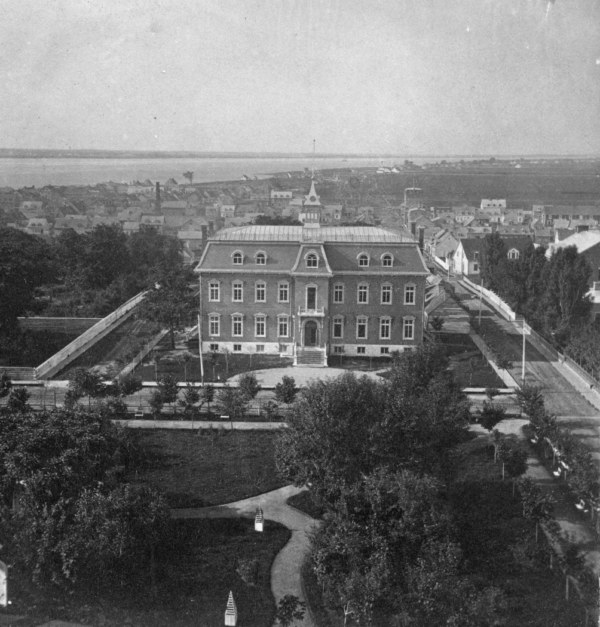
Ancien hôtel de ville de Trois-Rivières, le 18 juin 1875. (1872-1910)
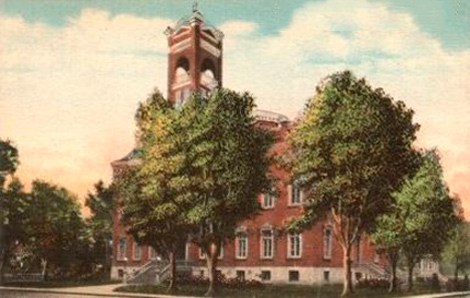
Carte postale du second hôtel de ville. (1910-1964)